# Zduńska Wola Karsznice
Zduńska Wola Karsznice – jedna z trzech stacji w Zduńskiej Woli, położona na magistrali węglowej Śląsk – Trójmiasto.
Jej użytkowanie zostało zawieszone 9 grudnia 2012 wraz z wejściem w życie nowego rozkładu jazdy.
Od 15 grudnia 2024 z zatrzymują się tu dwie pary pociągów Łódzkiej Kolei Aglomaracyjnej relacji Łódź Fabryczna – Częstochowa. Ponadto zatrzymuje się tu pociąg PKP Intercity relacji Bogumin – Łeba / Hel kursujący w okresie wakacyjnym.

## Galeria

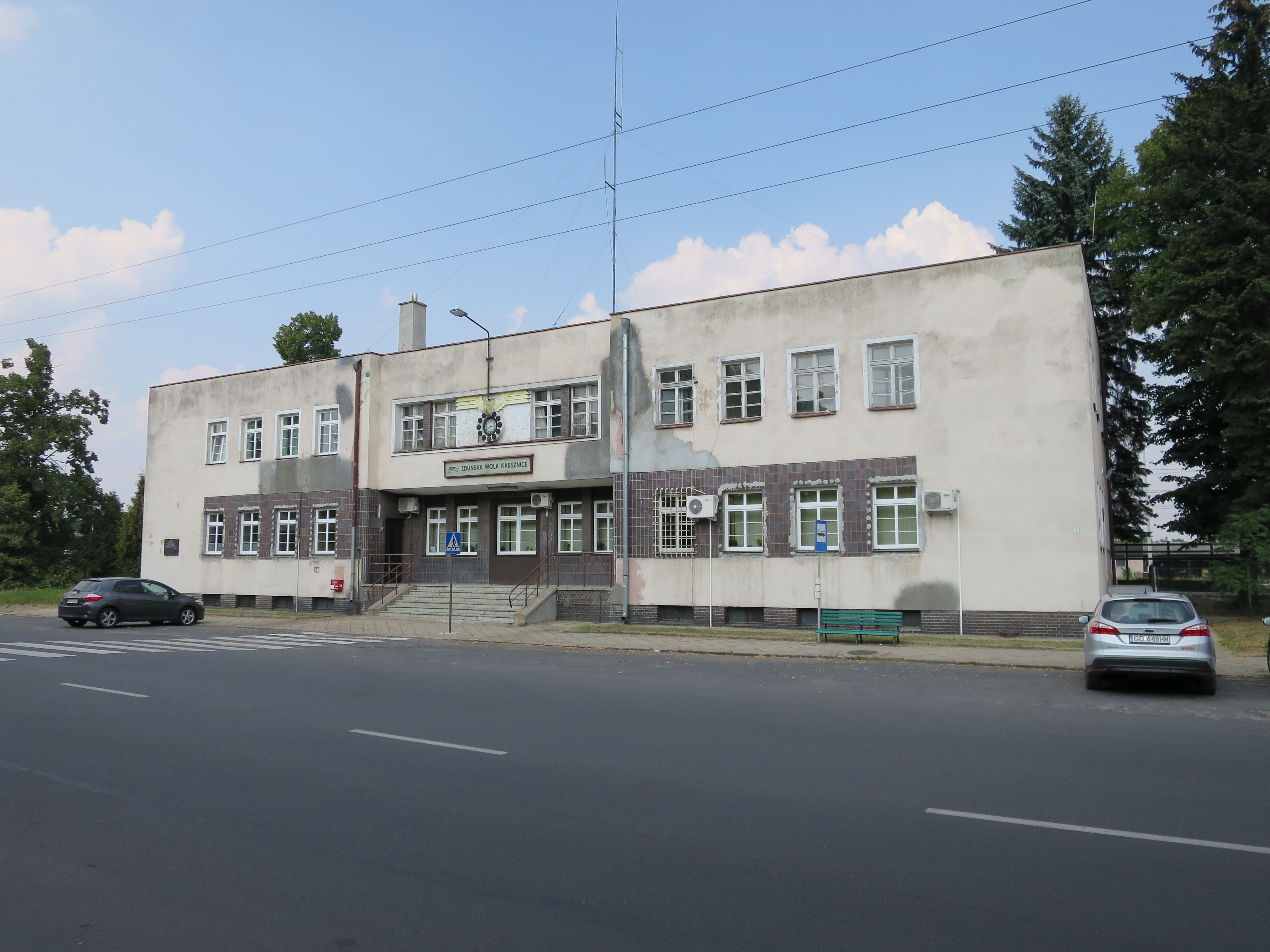
Dworzec od strony ulicy
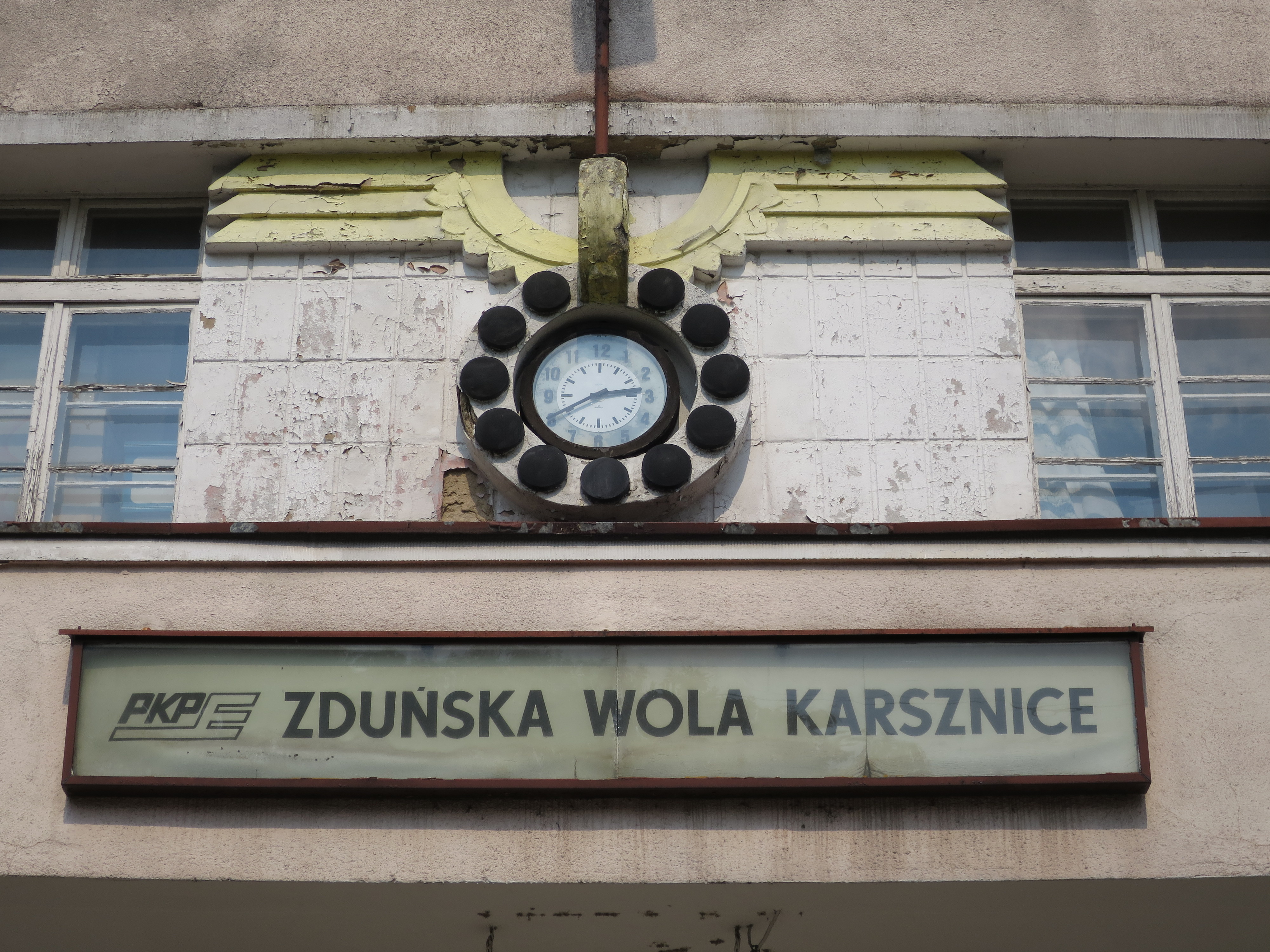
Nazwa stacji i zegar dworcowy
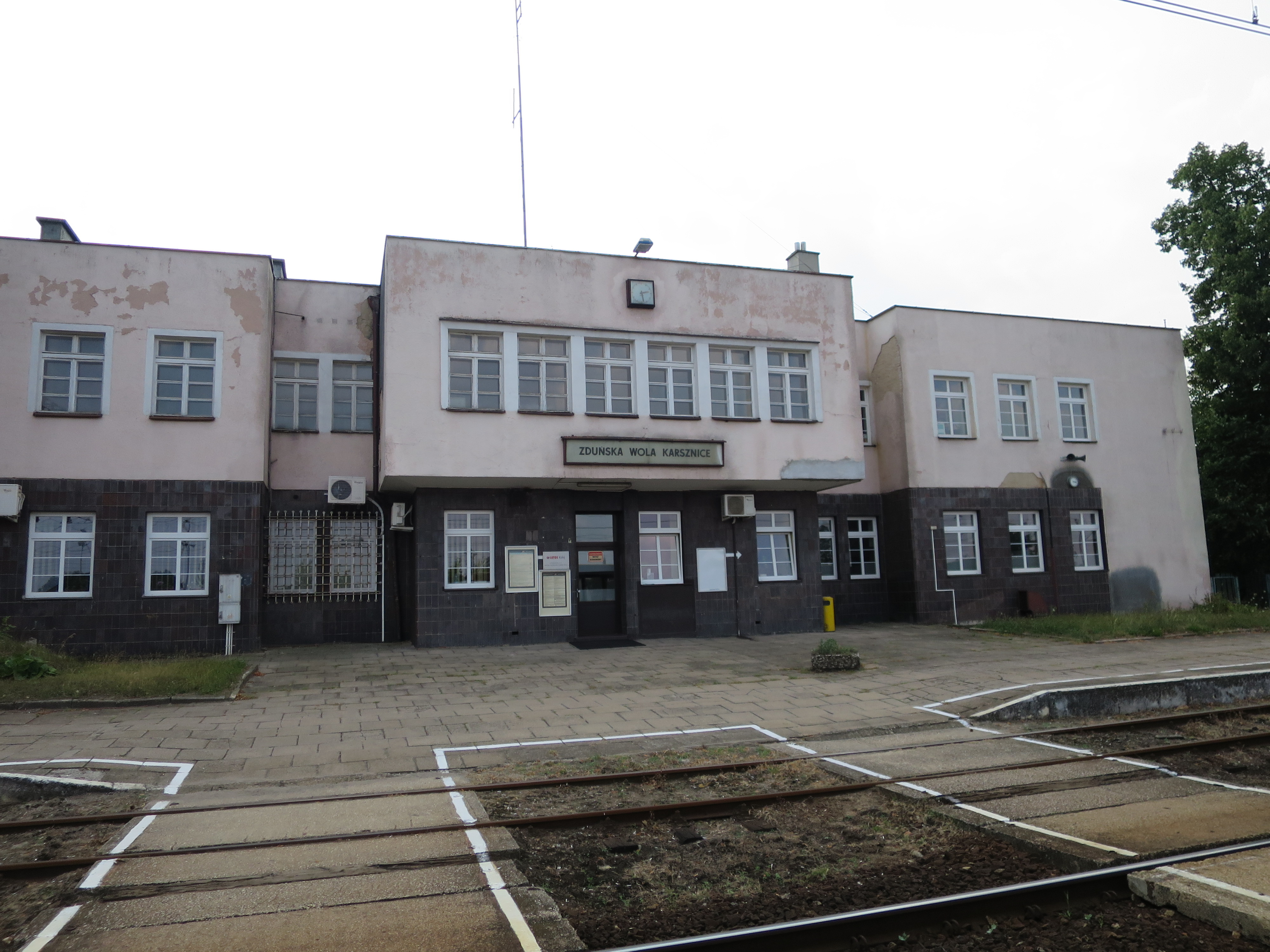
Dworzec od strony peronów
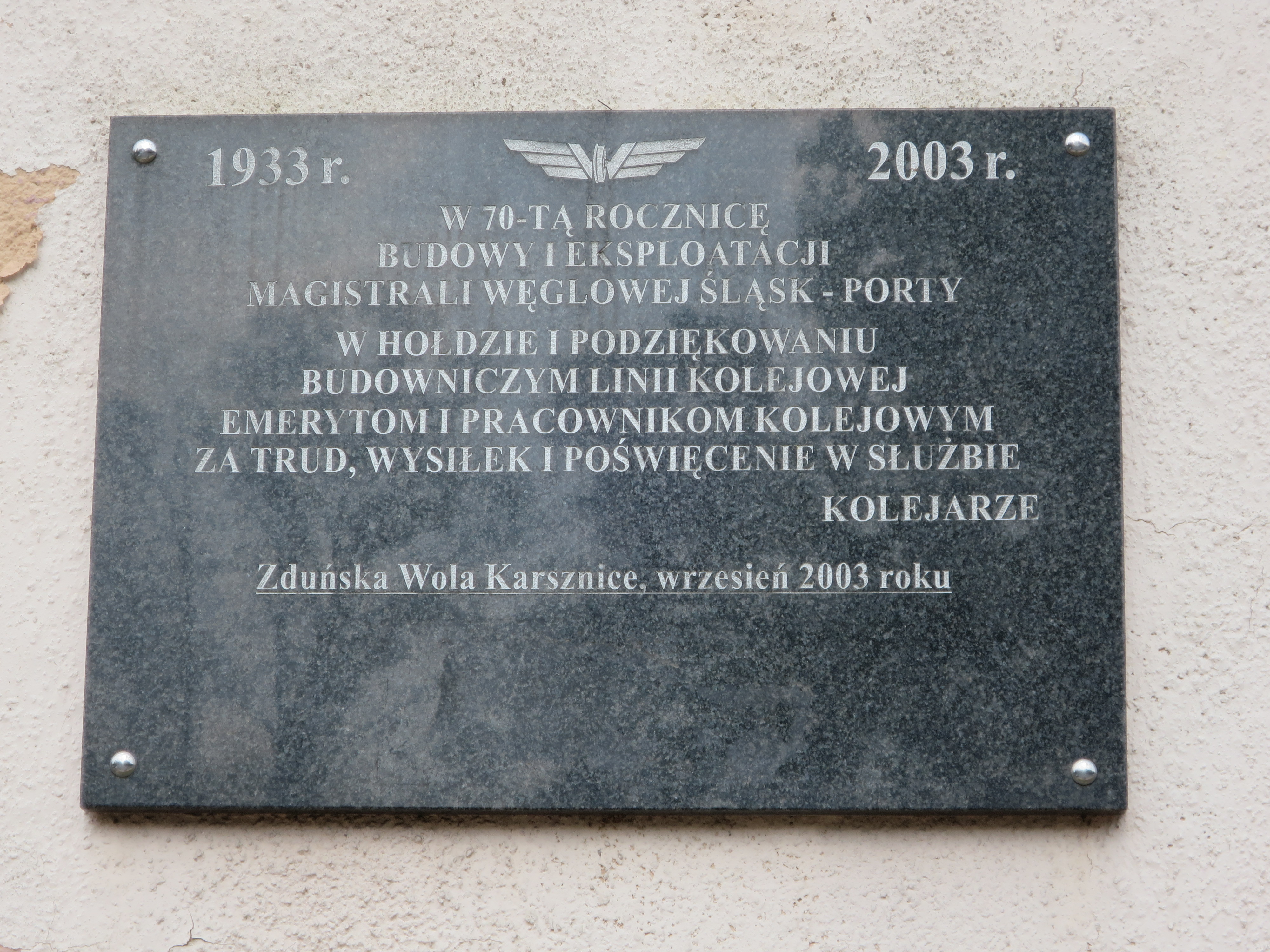
Tablica „70 lat Magistrali Węglowej”